# Miguel Layún
Miguel Arturo Layún Prado (Córdoba, 25 giugno 1988) è un ex calciatore messicano, di ruolo difensore o centrocampista.
Viene soprannominato Palito de Pan (in italiano grissino).

## Biografia
Di origini libanesi (i genitori sono emigrati dal villaggio di Beit Mellett, presso Akkar), nel 2019 gli è stato diagnosticato il cancro, che poi gli è stato rimosso.

## Caratteristiche tecniche
Di ruolo terzino sinistro, poteva giocare anche da esterno di centrocampo e da terzino destro. Dotato di buona tecnica, prediligeva la fase offensiva.

## Carriera

### Club

#### Inizi
Cresciuto calcisticamente nel Veracruz, in Messico, nell'Apertura 2007 ha totalizzato 13 presenze nella Primera División messicana, mentre nel Clausura 2008 ne ha messe a referto 17. Al termine del Clausura 2008 la squadra è retrocessa in Liga de Ascenso de México.

#### Atalanta e ritorno in Messico
Nell'estate 2009 è arrivato in Italia per un periodo di prova all'Atalanta, al termine del quale la società orobica lo ha tesserato con l'intenzione di utilizzarlo come terzino.
Il 27 settembre 2009 ha esordito in Serie A, subentrando nella ripresa a Jaime Valdés nel pareggio esterno dei bergamaschi col Chievo, diventando così il primo calciatore messicano a militare nella massima serie calcistica italiana.
Tuttavia, a causa dello scarso utilizzo, nella sessione invernale del calciomercato è stato ceduto in prestito al Club América. Ha trovato subito spazio nella squadra di Città del Messico ed è andato segno per la prima volta il 2 maggio nei play-off del campionato di Clausura 2010.
Il 16 febbraio 2011 ha disputato la sua prima partita in Coppa Libertadores, giocando tutti i novanta minuti nell'incontro vinto dall'America contro il Nacional (2-0). In totale saranno 5 le partite disputate da Layun nella competizione internazionale. In campionato, la stagione è terminata ai quarti di finale dei play-off Apertura 2011.

#### Watford e Porto

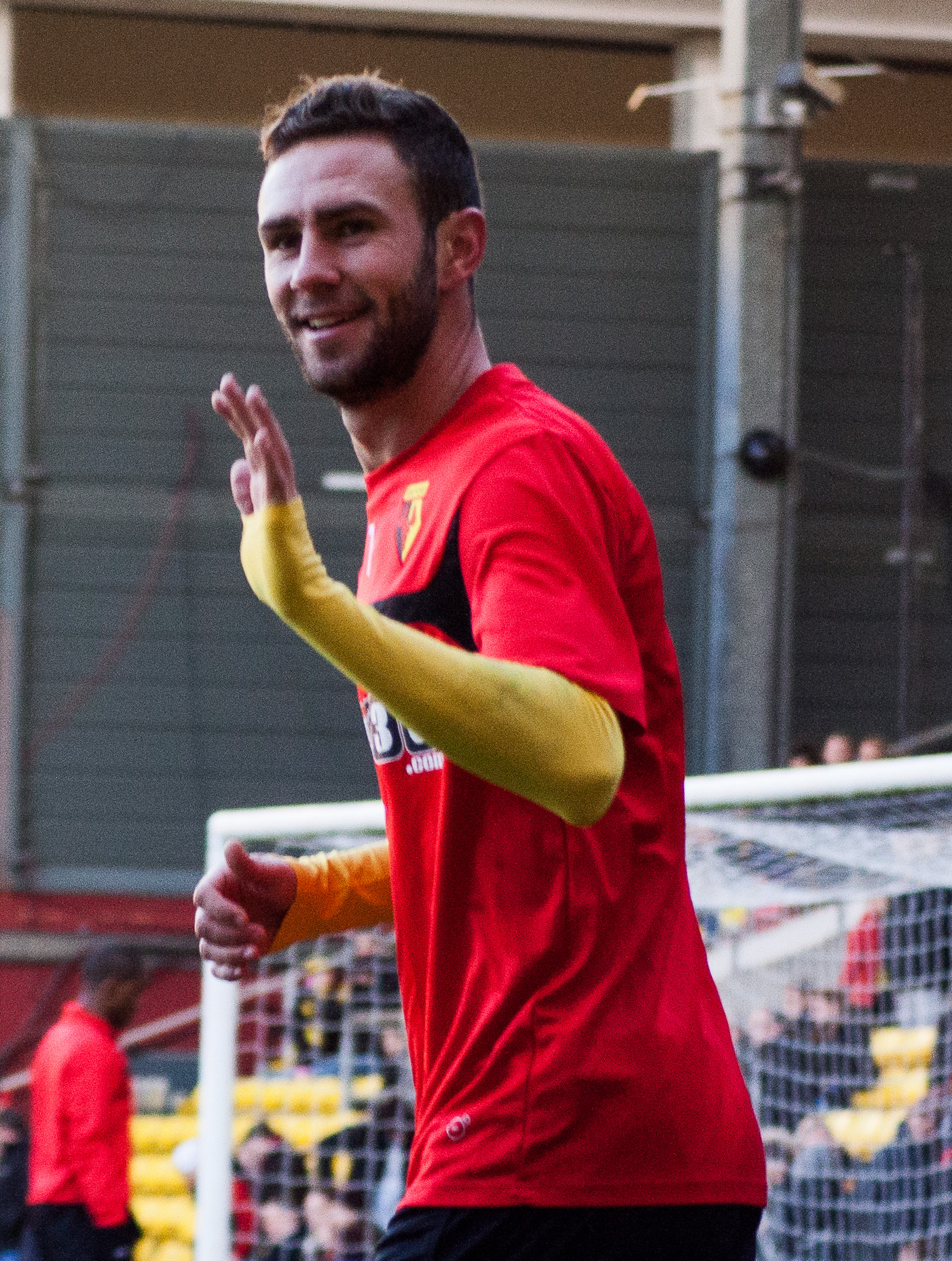
Layún con la maglia del Watford nel 2015

Ha militato nel club fino al 30 dicembre 2014, giorno in cui si è trasferito al Granada, che il 9 gennaio 2015 lo ha a sua volta ceduto al Watford. Al Watford è riuscito a trovare spazio nei primi 6 mesi aiutando il club a tornare in Premier League; l'anno in massima serie, pur segnando nel 2-2 in trasferta contro l'Everton alla prima giornata, ha giocato le prime 3 partite stagionali prima di venire ceduto in prestito al Porto il 31 agosto. Nel primo anno in Portogallo è stato titolare della squadra sulla fascia sinistra, e il 4 novembre ha realizzato il suo primo goal in Champions League nel successo esterno per 1-3 contro il Maccabi Tel Aviv. A fine anno, dopo 5 reti in 27 presenze in campionato, è stato riscattato dai lusitani.
Tuttavia, nell'anno e mezzo successivo di permanenza in Portogallo, Layún ha trovato meno spazio e il 30 gennaio 2018 è stato ceduto in prestito al Siviglia, che per averlo ha vinto la concorrenza dei rivali cittadini del Betis. Ha militato per 6 mesi nel club andaluso, segnando 2 reti in 16 presenze (di cui una nel successo per 3-2 sul Real Madrid), senza venire riscattato dai biancorossi.

#### Ultimi anni: Villareal, Monterrey e ritorno all'América
Tornato al Porto, l'11 luglio 2018 viene ceduto al Villareal. Tuttavia, visto il poco spazio trovato, in gennaio è tornato a giocare in Messico firmando per il Monterrey. Dopo due stagioni con il Monterrey, nel giugno 2021 ha fatto ritorno all'América. Il 9 ottobre 2023 ha annunciato il proprio ritiro dal calcio giocato al termine del torneo Apertura 2023.

### Nazionale

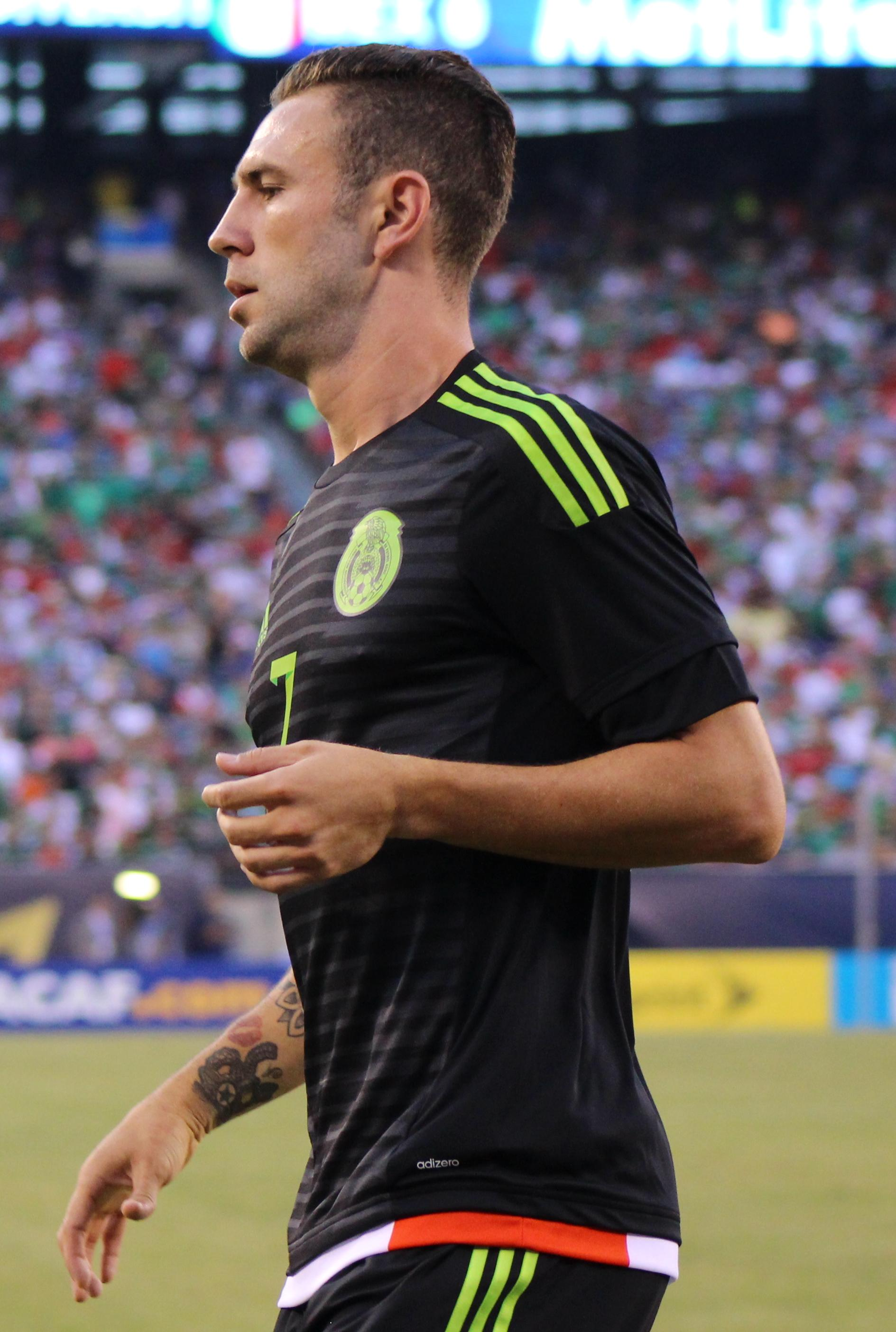
Layún con la nazionale messicana nel 2015

Ha debuttato con la nazionale messicana l'11 luglio 2013 nella partita di Gold Cup contro il Canada. Il 28 maggio 2014 nell'amichevole vinta 3-0 contro Israele firma le sue prime due reti in nazionale. Successivamente, ha partecipato ai Mondiali di calcio del 2014 in Brasile, nei quali ha giocato da titolare tutte e 4 le partite disputate dalla sua nazionale.
È stato convocato per la Copa América Centenario negli Stati Uniti; è stato convocato anche per la Confederations Cup 2017.
Il 23 marzo 2018 nella sfida amichevole vinta 3-0 contro Islanda ha realizzato un'altra doppietta con la propria nazionale.
Convocato per i Mondiali 2018, nel 2019 ha rinunciato a partecipare alla Gold Cup (poi vinta dal Messico) per sconfiggere il cancro. Dopo la Gold Cup è tornato in Nazionale per l'amichevole di settembre contro l'Argentina, in cui gioca tutta la partita.

## Statistiche

### Presenze e reti nei club
| Stagione         | Squadra          | Campionato       | Campionato | Campionato | Coppe nazionali | Coppe nazionali | Coppe nazionali | Coppe continentali | Coppe continentali | Coppe continentali | Altre coppe | Altre coppe | Altre coppe | Totale | Totale |
| Stagione         | Squadra          | Comp             | Pres       | Reti       | Comp            | Pres            | Reti            | Comp               | Pres               | Reti               | Comp        | Pres        | Reti        | Pres   | Reti   |
| ---------------- | ---------------- | ---------------- | ---------- | ---------- | --------------- | --------------- | --------------- | ------------------ | ------------------ | ------------------ | ----------- | ----------- | ----------- | ------ | ------ |
| 2006-2007        | Veracruz         | PD               | 1          | 0          | -               | -               | -               | -                  | -                  | -                  | -           | -           | -           | 11     | 0      |
| 2007-2008        | Veracruz         | PD               | 30         | 0          | -               | -               | -               | -                  | -                  | -                  | -           | -           | -           | 30     | 0      |
| 2008-2009        | Veracruz         | PDA              | 26         | 1          | -               | -               | -               | -                  | -                  | -                  | -           | -           | -           | 26     | 1      |
| Totale Veracruz  | Totale Veracruz  | Totale Veracruz  | 58         | 1          | -               | -               | -               |                    | -                  | -                  |             | -           | -           | 58     | 1      |
| 2009-gen. 2010   | Atalanta         | A                | 2          | 0          | CI              | 0               | 0               | -                  | -                  | -                  | -           | -           | -           | 2      | 0      |
| gen.-giu. 2010   | América          | PD               | 8+2        | 0+1        | IL              | 1               | 0               | -                  | -                  | -                  | -           | -           | -           | 11     | 1      |
| 2010-2011        | América          | PD               | 33+5       | 1+0        | -               | -               | -               | CL                 | 5                  | 0                  | -           | -           | -           | 43     | 1      |
| 2011-2012        | América          | PD               | 10+1       | 0          | -               | -               | -               | -                  | -                  | -                  | -           | -           | -           | 11     | 0      |
| 2012-2013        | América          | LMX              | 24+9       | 1+1        | CM              | 11              | 3               | -                  | -                  | -                  | -           | -           | -           | 44     | 5      |
| 2013-2014        | América          | LMX              | 26+7       | 5+0        | -               | -               | -               | CCL                | 3                  | 0                  | -           | -           | -           | 36     | 5      |
| 2014-gen. 2015   | América          | LMX              | 11+6       | 6+0        | -               | -               | -               | CCL                | 0                  | 0                  | -           | -           | -           | 17     | 6      |
| Totale América   | Totale América   | Totale América   | 111+31     | 13+2       |                 | 12              | 3               |                    | 8                  | 0                  |             | -           | -           | 162    | 18     |
| gen.-giu. 2015   | Watford          | FLC              | 17         | 0          | FACup+CdL       | 0+0             | 0               | -                  | -                  | -                  | -           | -           | -           | 17     | 0      |
| giu.-ago. 2015   | Watford          | PL               | 3          | 1          | FACup+CdL       | 0+1             | 0               | -                  | -                  | -                  | -           | -           | -           | 4      | 1      |
| Totale Watford   | Totale Watford   | Totale Watford   | 20         | 1          |                 | 1               | 0               |                    | -                  | -                  |             | -           | -           | 21     | 1      |
| ago. 2015-2016   | Porto            | PL               | 27         | 5          | CP+CdL          | 6+0             | 0               | UCL+UEL            | 6+2                | 1+0                | -           | -           | -           | 41     | 6      |
| 2016-2017        | Porto            | PL               | 16         | 1          | CP+CdL          | 1+0             | 0               | UCL                | 8                  | 2                  | -           | -           | -           | 25     | 3      |
| 2017-gen. 2018   | Porto            | PL               | 7          | 0          | CP+CdL          | 2+3             | 1+0             | UCL                | 2                  | 1                  | -           | -           | -           | 14     | 2      |
| Totale Porto     | Totale Porto     | Totale Porto     | 50         | 6          |                 | 12              | 1               |                    | 18                 | 4                  |             | -           | -           | 80     | 11     |
| gen.-giu. 2018   | Siviglia         | PD               | 16         | 2          | CR              | 2               | 0               | UCL                | 0                  | 0                  | -           | -           | -           | 18     | 2      |
| 2018-gen. 2019   | Villarreal       | PD               | 8          | 0          | CR              | 4               | 0               | UEL                | 3                  | 0                  | -           | -           | -           | 15     | 0      |
| gen.-giu. 2019   | Monterrey        | LMX              | 11         | 0          | CM              | 3               | 2               | CCL                | 8                  | 1                  | CmC         | 3           | 0           | 25     | 3      |
| 2019-2020        | Monterrey        | LMX              | 30         | 3          | CM              | 0               | 0               | -                  | -                  | -                  | -           | -           | -           | 30     | 3      |
| 2020-2021        | Monterrey        | LMX              | 32         | 0          | -               | -               | -               | CCL                | 2                  | 1                  | -           | -           | -           | 34     | 1      |
| Totale Monterrey | Totale Monterrey | Totale Monterrey | 73         | 3          |                 | 3               | 2               |                    | 10                 | 2                  |             | 3           | 0           | 89     | 9      |
| 2021-2022        | América          | LMX              | 28         | 0          | -               | -               | -               | -                  | -                  | -                  | LC          | 2           | 0           | 30     | 0      |
| 2022-2023        | América          | LMX              | 27         | 1          | -               | -               | -               | -                  | -                  | -                  | LC          | 3           | 0           | 30     | 1      |
| giu.-dic. 2023   | América          | LMX              | 14         | 0          | -               | -               | -               | -                  | -                  | -                  | -           | -           | -           | 14     | 0      |
| Totale América   | Totale América   | Totale América   | 69         | 1          |                 | -               | -               |                    | -                  | -                  |             | 5           | 0           | 74     | 1      |
| Totale carriera  | Totale carriera  | Totale carriera  | 438        | 29         |                 | 34              | 6               |                    | 39                 | 6                  |             | 8           | 0           | 519    | 41     |

### Cronologia presenze e reti in nazionale
| Cronologia completa delle presenze e delle reti in nazionale ― Messico | Cronologia completa delle presenze e delle reti in nazionale ― Messico | Cronologia completa delle presenze e delle reti in nazionale ― Messico | Cronologia completa delle presenze e delle reti in nazionale ― Messico | Cronologia completa delle presenze e delle reti in nazionale ― Messico | Cronologia completa delle presenze e delle reti in nazionale ― Messico | Cronologia completa delle presenze e delle reti in nazionale ― Messico | Cronologia completa delle presenze e delle reti in nazionale ― Messico |
| Data                                                                   | Città                                                                  | In casa                                                                | Risultato                                                              | Ospiti                                                                 | Competizione                                                           | Reti                                                                   | Note                                                                   |
| ---------------------------------------------------------------------- | ---------------------------------------------------------------------- | ---------------------------------------------------------------------- | ---------------------------------------------------------------------- | ---------------------------------------------------------------------- | ---------------------------------------------------------------------- | ---------------------------------------------------------------------- | ---------------------------------------------------------------------- |
| 11-7-2013                                                              | Seattle                                                                | Messico                                                                | 2 – 0                                                                  | Canada                                                                 | Gold Cup 2013 - 1º Turno                                               | -                                                                      |                                                                        |
| 14-7-2013                                                              | Denver                                                                 | Martinica                                                              | 1 – 3                                                                  | Messico                                                                | Gold Cup 2013 - 1º Turno                                               | -                                                                      |                                                                        |
| 20-7-2013                                                              | Atlanta                                                                | Messico                                                                | 1 – 0                                                                  | Trinidad e Tobago                                                      | Gold Cup 2013 - Quarti di finale                                       | -                                                                      |                                                                        |
| 24-7-2013                                                              | Arlington                                                              | Panama                                                                 | 2 – 1                                                                  | Messico                                                                | Gold Cup 2013 - Semifinale                                             | -                                                                      |                                                                        |
| 14-8-2013                                                              | East Rutherford                                                        | Messico                                                                | 4 – 1                                                                  | Costa d'Avorio                                                         | Amichevole                                                             | -                                                                      | 78’                                                                    |
| 11-10-2013                                                             | Città del Messico                                                      | Messico                                                                | 2 – 1                                                                  | Panama                                                                 | Qual. Mondiali 2014                                                    | -                                                                      |                                                                        |
| 15-10-2013                                                             | San José                                                               | Costa Rica                                                             | 2 – 1                                                                  | Messico                                                                | Qual. Mondiali 2014                                                    | -                                                                      |                                                                        |
| 30-10-2013                                                             | San Diego                                                              | Messico                                                                | 4 – 2                                                                  | Finlandia                                                              | Amichevole                                                             | -                                                                      | 67’                                                                    |
| 13-11-2013                                                             | Città del Messico                                                      | Messico                                                                | 5 – 1                                                                  | Nuova Zelanda                                                          | Qual. Mondiali 2014                                                    | -                                                                      |                                                                        |
| 19-11-2013                                                             | Wellington                                                             | Nuova Zelanda                                                          | 2 – 4                                                                  | Messico                                                                | Qual. Mondiali 2014                                                    | -                                                                      |                                                                        |
| 2-4-2014                                                               | Glendale                                                               | Stati Uniti                                                            | 2 – 2                                                                  | Messico                                                                | Amichevole                                                             | -                                                                      | 68’                                                                    |
| 28-5-2014                                                              | Città del Messico                                                      | Messico                                                                | 3 – 0                                                                  | Israele                                                                | Amichevole                                                             | 2                                                                      | 72’                                                                    |
| 31-5-2014                                                              | Arlington                                                              | Messico                                                                | 3 – 1                                                                  | Ecuador                                                                | Amichevole                                                             | -                                                                      | 50’                                                                    |
| 3-6-2014                                                               | Chicago                                                                | Messico                                                                | 0 – 1                                                                  | Bosnia ed Erzegovina                                                   | Amichevole                                                             | -                                                                      | 20’                                                                    |
| 6-6-2014                                                               | Foxborough                                                             | Messico                                                                | 0 – 1                                                                  | Portogallo                                                             | Amichevole                                                             | -                                                                      |                                                                        |
| 13-6-2014                                                              | Natal                                                                  | Messico                                                                | 1 – 0                                                                  | Camerun                                                                | Mondiali 2014 - 1º Turno                                               | -                                                                      |                                                                        |
| 17-6-2014                                                              | Fortaleza                                                              | Brasile                                                                | 0 – 0                                                                  | Messico                                                                | Mondiali 2014 - 1º Turno                                               | -                                                                      |                                                                        |
| 23-6-2014                                                              | Recife                                                                 | Croazia                                                                | 1 – 3                                                                  | Messico                                                                | Mondiali 2014 - 1º Turno                                               | -                                                                      |                                                                        |
| 29-6-2014                                                              | Fortaleza                                                              | Paesi Bassi                                                            | 2 – 1                                                                  | Messico                                                                | Mondiali 2014 - Ottavi di finale                                       | -                                                                      |                                                                        |
| 6-9-2014                                                               | Santa Clara                                                            | Cile                                                                   | 0 – 0                                                                  | Messico                                                                | Amichevole                                                             | -                                                                      | 65’                                                                    |
| 9-9-2014                                                               | Denver                                                                 | Bolivia                                                                | 0 – 1                                                                  | Messico                                                                | Amichevole                                                             | 1                                                                      |                                                                        |
| 9-10-2014                                                              | Tuxtla Gutiérrez                                                       | Messico                                                                | 2 – 0                                                                  | Honduras                                                               | Amichevole                                                             | -                                                                      | 80’                                                                    |
| 12-10-2014                                                             | Santiago de Querétaro                                                  | Messico                                                                | 1 – 0                                                                  | Panama                                                                 | Amichevole                                                             | -                                                                      | 90+2’                                                                  |
| 28-3-2015                                                              | Los Angeles                                                            | Messico                                                                | 1 – 0                                                                  | Ecuador                                                                | Amichevole                                                             | -                                                                      |                                                                        |
| 27-6-2015                                                              | Orlando                                                                | Messico                                                                | 2 – 2                                                                  | Costa Rica                                                             | Amichevole                                                             | -                                                                      |                                                                        |
| 1-7-2015                                                               | Houston                                                                | Messico                                                                | 0 – 0                                                                  | Honduras                                                               | Amichevole                                                             | -                                                                      |                                                                        |
| 9-7-2015                                                               | Chicago                                                                | Messico                                                                | 6 – 0                                                                  | Cuba                                                                   | Gold Cup 2015 - 1º Turno                                               | -                                                                      |                                                                        |
| 12-7-2015                                                              | Glendale                                                               | Guatemala                                                              | 0 – 0                                                                  | Messico                                                                | Gold Cup 2015 - 1º Turno                                               | -                                                                      | 51’                                                                    |
| 15-7-2015                                                              | Charlotte                                                              | Messico                                                                | 4 – 4                                                                  | Trinidad e Tobago                                                      | Gold Cup 2015 - 1º Turno                                               | -                                                                      |                                                                        |
| 19-7-2015                                                              | East Rutherford                                                        | Messico                                                                | 1 – 0                                                                  | Costa Rica                                                             | Gold Cup 2015 - Quarti di finale                                       | -                                                                      |                                                                        |
| 22-7-2015                                                              | Atlanta                                                                | Panama                                                                 | 1 – 2                                                                  | Messico                                                                | Gold Cup 2015 - Semifinale                                             | -                                                                      | 77’                                                                    |
| 26-7-2015                                                              | Filadelfia                                                             | Giamaica                                                               | 1 – 3                                                                  | Messico                                                                | Gold Cup 2015 - Finale                                                 | -                                                                      |                                                                        |
| 8-9-2015                                                               | Arlington                                                              | Argentina                                                              | 2 – 2                                                                  | Messico                                                                | Amichevole                                                             | -                                                                      |                                                                        |
| 10-10-2015                                                             | Pasadena                                                               | Stati Uniti                                                            | 2 – 3                                                                  | Messico                                                                | Conf. Cup 2017 - Play-off                                              | -                                                                      |                                                                        |
| 13-10-2015                                                             | Toluca                                                                 | Messico                                                                | 1 – 0                                                                  | Panama                                                                 | Amichevole                                                             | -                                                                      | 79’                                                                    |
| 13-11-2015                                                             | Città del Messico                                                      | Messico                                                                | 3 – 0                                                                  | El Salvador                                                            | Qual. Mondiali 2018                                                    | -                                                                      |                                                                        |
| 17-11-2015                                                             | San Pedro Sula                                                         | Honduras                                                               | 0 – 2                                                                  | Messico                                                                | Qual. Mondiali 2018                                                    | -                                                                      |                                                                        |
| 25-3-2016                                                              | Vancouver                                                              | Canada                                                                 | 0 – 3                                                                  | Messico                                                                | Qual. Mondiali 2018                                                    | -                                                                      |                                                                        |
| 29-3-2016                                                              | Città del Messico                                                      | Messico                                                                | 2 – 0                                                                  | Canada                                                                 | Qual. Mondiali 2018                                                    | -                                                                      |                                                                        |
| 1-6-2016                                                               | San Diego                                                              | Messico                                                                | 1 – 0                                                                  | Cile                                                                   | Amichevole                                                             | -                                                                      | 55’                                                                    |
| 5-6-2016                                                               | Glendale                                                               | Messico                                                                | 3 – 1                                                                  | Uruguay                                                                | Coppa America Centenario - 1º turno                                    | -                                                                      |                                                                        |
| 9-6-2016                                                               | Pasadena                                                               | Messico                                                                | 2 – 0                                                                  | Giamaica                                                               | Coppa America Centenario - 1º turno                                    | -                                                                      |                                                                        |
| 13-6-2016                                                              | Houston                                                                | Messico                                                                | 1 – 1                                                                  | Venezuela                                                              | Coppa America Centenario - 1º turno                                    | -                                                                      | 46’                                                                    |
| 18-6-2016                                                              | Santa Clara                                                            | Messico                                                                | 0 – 7                                                                  | Cile                                                                   | Coppa America Centenario - Quarti di finale                            | -                                                                      | 64’                                                                    |
| 2-9-2016                                                               | San Salvador                                                           | El Salvador                                                            | 1 – 3                                                                  | Messico                                                                | Qual. Mondiali 2018                                                    | -                                                                      |                                                                        |
| 6-9-2016                                                               | Città del Messico                                                      | Messico                                                                | 0 – 0                                                                  | Honduras                                                               | Qual. Mondiali 2018                                                    | -                                                                      |                                                                        |
| 11-11-2016                                                             | Columbus                                                               | Stati Uniti                                                            | 1 – 2                                                                  | Messico                                                                | Qual. Mondiali 2018                                                    | 1                                                                      | 70’                                                                    |
| 15-11-2016                                                             | Panama                                                                 | Panama                                                                 | 0 – 0                                                                  | Messico                                                                | Qual. Mondiali 2018                                                    | -                                                                      |                                                                        |
| 24-3-2017                                                              | Città del Messico                                                      | Messico                                                                | 2 – 0                                                                  | Costa Rica                                                             | Qual. Mondiali 2018                                                    | -                                                                      |                                                                        |
| 28-3-2017                                                              | Port of Spain                                                          | Trinidad e Tobago                                                      | 0 – 1                                                                  | Messico                                                                | Qual. Mondiali 2018                                                    | -                                                                      |                                                                        |
| 27-5-2017                                                              | Los Angeles                                                            | Messico                                                                | 1 – 2                                                                  | Croazia                                                                | Amichevole                                                             | -                                                                      |                                                                        |
| 1-6-2017                                                               | East Rutherford                                                        | Irlanda                                                                | 1 – 3                                                                  | Messico                                                                | Amichevole                                                             | -                                                                      | 46’                                                                    |
| 18-6-2017                                                              | Kazan'                                                                 | Portogallo                                                             | 2 – 2                                                                  | Messico                                                                | Conf. Cup 2017 - 1º turno                                              | -                                                                      |                                                                        |
| 24-6-2017                                                              | Kazan'                                                                 | Messico                                                                | 2 – 1                                                                  | Russia                                                                 | Conf. Cup 2017 - 1º turno                                              | -                                                                      |                                                                        |
| 29-6-2017                                                              | Soči                                                                   | Germania                                                               | 4 – 1                                                                  | Messico                                                                | Conf. Cup 2017 - Semifinale                                            | -                                                                      |                                                                        |
| 2-7-2017                                                               | Mosca                                                                  | Portogallo                                                             | 2 – 1 dts                                                              | Messico                                                                | Conf. Cup 2017 - Finale 3º posto                                       | -                                                                      |                                                                        |
| 6-10-2017                                                              | San Luis Potosí                                                        | Messico                                                                | 3 – 1                                                                  | Trinidad e Tobago                                                      | Qual. Mondiali 2018                                                    | -                                                                      |                                                                        |
| 10-10-2017                                                             | San Pedro Sula                                                         | Honduras                                                               | 3 – 2                                                                  | Messico                                                                | Qual. Mondiali 2018                                                    | -                                                                      |                                                                        |
| 10-11-2017                                                             | Bruxelles                                                              | Belgio                                                                 | 3 – 3                                                                  | Messico                                                                | Amichevole                                                             | -                                                                      | 88’                                                                    |
| 13-11-2017                                                             | Danzica                                                                | Polonia                                                                | 0 – 1                                                                  | Messico                                                                | Amichevole                                                             | -                                                                      |                                                                        |
| 23-3-2018                                                              | Santa Clara                                                            | Messico                                                                | 3 – 0                                                                  | Islanda                                                                | Amichevole                                                             | 2                                                                      | 85’                                                                    |
| 27-3-2018                                                              | Arlington                                                              | Messico                                                                | 0 – 1                                                                  | Croazia                                                                | Amichevole                                                             | -                                                                      | 46’                                                                    |
| 3-6-2017                                                               | Città del Messico                                                      | Messico                                                                | 1 – 0                                                                  | Scozia                                                                 | Amichevole                                                             | -                                                                      |                                                                        |
| 9-6-2018                                                               | Brøndby                                                                | Danimarca                                                              | 2 – 0                                                                  | Messico                                                                | Amichevole                                                             | -                                                                      | 60’ 70’                                                                |
| 17-6-2018                                                              | Mosca                                                                  | Germania                                                               | 0 – 1                                                                  | Messico                                                                | Mondiali 2018 - 1º turno                                               | -                                                                      |                                                                        |
| 23-6-2018                                                              | Rostov                                                                 | Corea del Sud                                                          | 1 – 2                                                                  | Messico                                                                | Mondiali 2018 - 1º turno                                               | -                                                                      |                                                                        |
| 27-6-2018                                                              | Ekaterinburg                                                           | Messico                                                                | 0 – 3                                                                  | Svezia                                                                 | Mondiali 2018 - 1º turno                                               | -                                                                      | 86’ 89’                                                                |
| 2-7-2018                                                               | Samara                                                                 | Brasile                                                                | 2 – 0                                                                  | Messico                                                                | Mondiali 2018 - Ottavi di finale                                       | -                                                                      | 46’                                                                    |
| 16-11-2018                                                             | Córdoba                                                                | Argentina                                                              | 2 – 0                                                                  | Messico                                                                | Amichevole                                                             | -                                                                      | cap. 79’                                                               |
| 23-3-2019                                                              | San Diego                                                              | Messico                                                                | 3 – 1                                                                  | Cile                                                                   | Amichevole                                                             | -                                                                      | 90’                                                                    |
| 27-3-2019                                                              | Santa Clara                                                            | Messico                                                                | 4 – 2                                                                  | Paraguay                                                               | Amichevole                                                             | -                                                                      | cap. 64’                                                               |
| 10-9-2019                                                              | San Antonio                                                            | Argentina                                                              | 4 – 0                                                                  | Messico                                                                | Amichevole                                                             | -                                                                      |                                                                        |
| 30-9-2020                                                              | Città del Messico                                                      | Messico                                                                | 3 – 0                                                                  | Guatemala                                                              | Amichevole                                                             | -                                                                      | 61’                                                                    |
| Totale                                                                 |                                                                        | Presenze                                                               | 73                                                                     |                                                                        | Reti                                                                   | 6                                                                      |                                                                        |

## Palmarès

### Club

#### Competizioni nazionali
- Campionato messicano: 4

América: Clausura 2013, Apertura 2014, Apertura 2023
Montelrrey: Apertura 2019
- Campionato portoghese: 1

Porto: 2017-2018

#### Competizioni internazionali
- CONCACAF Champions League: 3

América: 2014-2015
Monterrey: 2019, 2021

### Nazionale
- Gold Cup: 1

2015